# 나고야시 교통국 3000형 전동차
나고야 시 교통국 3000형 전동차(일본어: 名古屋市交通局3000形電車)는 1977년부터 2023년까지 운행했던 나고야 시 교통국 지하철 쓰루마이 선의 전동차이다.
이 차량은 나고야 철도 이누야마 선, 도요타 선과의 직결 운행에 투입할 목적으로 제작되었다.

## 편성

### 6량 편성
| 명칭      | Mc1    | M2     | M1     | M2     | M1     | Mc2    |
| 번호      | 3100   | 3200   | 3100   | 3200   | 3700   | 3800   |
| 중량 (톤) | 39.1   | 36.4   | 39.1   | 36.4   | 37.9   | 38.0   |
| 편성 정원 | 130/48 | 140/54 | 130/48 | 140/54 | 140/54 | 130/48 |

| 명칭      | Mc1    | M2     | M1     | M2     | M1     | Mc2    |
| 번호      | 3100   | 3200   | 3700   | 3800   | 3700   | 3800   |
| 중량 (톤) | 39.1   | 36.4   | 37.9   | 38.0   | 37.9   | 38.0   |
| 편성 정원 | 130/48 | 140/54 | 140/54 | 130/48 | 140/54 | 130/48 |

### 4량 편성 (1977년부터1993년까지)
| 명칭 | Mc1  | M2   | M1   | Mc2  |
| 번호 | 3100 | 3200 | 3700 | 3800 |

## 같이 보기
- 나고야시 교통국 3050형 전동차
- 나고야시 교통국 N3000형 전동차